# 国土計画
国土計画（こくどけいかく、ドイツ語: Raumordnung）とは、国土の利用、整備、保全に関する計画。日本の国土形成計画法に基づく国土形成計画や国土利用計画法に基づく国土利用計画などがこれに当たる。なお、改正前の旧国土総合開発法に基づく全国総合開発計画も含む。地域計画と区別して国土計画という場合、全国を対象とした計画を意味することが多い。

## 歴史
戦前の内務技師北村徳太郎がドイツ語のRaumordnung（空間調整）を「国土計画」として翻訳した。

### 戦前の国土計画
大恐慌以前にもエベネザー・ハワードの田園都市構想などイギリスの国土政策が紹介されてきたが、1934年から1940年にかけての東京市政調査会などでは大恐慌にみる「資本主義・市場の失敗」を受けて、アメリカ、イギリス、ドイツのみならず、ソ連のゴスプラン（国家計画委員会）など共産主義の国土開発政策も紹介され、日本の国土開発の参考とされた。
- 昭和15年（1940年）2月、満洲国国務院で総合立地計画策定要綱が決定[2]。この時の総務長官は星野直樹で、7月に発足した第2次近衛内閣では企画院総裁となる[2]。
- 昭和15年（1940年）8月、基本国策要綱[2]。
- 昭和15年（1940年）9月24日、第2次近衛内閣の企画院によって国土計画設定要綱が閣議決定された[3]。近衛文麿のブレーンであった昭和研究会が決定前の9月19日に「国土計画促進に関する意見書」を提出していた[2]。国土計画設定要綱では、「新東亜建設の聖業を完遂するために、東亜諸邦を対象とする結合的経営計画」を樹立し、「日満支を通ずる国防国家態勢の強化」が図られた[3]。策定要領では日本、満州、中国（支）、南洋を含む東亜共栄圏の確立を図ることを目標とした[3]。日満支の経済配分計画は、工鉱業、農林、畜、水産業など全般に及び、交通や通信、動力計画、利水計画、人口や文化厚生施設の配分が計画された[3]。また内地の日本全国を北海道、東北、関東、東海、近畿、北陸、中国、四国、九州の九地方計画単位地域に分ち各単位地域別に綜合的計画を推進し、「日満支の国力を総合する」と大阪朝日新聞は報じた[4]。10月2日の企画院週報ではヨーロッパ（ドイツ、イタリア）、南北アメリカのアメリカ合衆国、ソ連の三大ブロックが形成されているなかで日本は満州、支那、南洋の大東亜共栄圏での共存共栄を図る必要があるとした[2]。
- 昭和17年（1942年）、工業規制地域及び工業建設地域に関する暫定措置要綱（閣議決定[5]）、同年3月企画院によって大東亜国土計画大綱素案（大東亜国土計画要綱案[2]（立案のみ[5]）
- 昭和18年（1943年）3月、企画院によって黄海渤海国土計画要綱案[2]。同年10月、企画院によって国土計画策定要綱または中央計画素案、同要綱案[2]。この国土計画策定要綱で勧められた中央計画素案は、日米関係の悪化など国際関係の事情で計画は緊急課題にのみ対応され、昭和17年の大東亜国土計画大綱素案も昭和20年の戦時国土計画素案も立案のみで閣議決定はなされず、以降終戦まで国土計画は中止された[5]。企画院職員に左翼・共産主義者が潜伏しているとして摘発が続いた企画院事件の影響もあり同1943年10月31日に企画院は廃止され、11月からは内務省国土局が計画を担当した[2]。
- 昭和20年（1945年）、戦時国土計画素案（立案のみ[5]）。

### 戦後の国土計画
終戦直後の9月27日、内務省は国土計画基本方針を発表した。
- 1947年3月24日、内務省、地方計画策定基本要綱[2]。
- 1947年12月13日、GHQ支援で資源委員会設立[2]。

## 日本統治時代の朝鮮における京城首都化計画説
元韓国国土開発研究院長金儀遠は、日本統治時代の朝鮮において日本政府が朝鮮人を満洲に追放して、代わりに日本人が朝鮮半島に居住するために、京城（ソウル）を日本の首都としようとしたと主張している。金は、日本は1943年の国土計画中央計画素案で、京城府、日本の岡山、福岡の3カ所を大東亜圏の首都移転候補地に決めたとしている。
日本の国土地理院はこの中央計画素案は地域格差の是正、国土防衛を兼ねて産業と人口の大都市集中をさける配慮がなされていたと評価している。